# Stephen Lighthill
Stephen Lighthill (* 1940) je americký kameraman. Studoval žurnalistiku na Bostonské univerzitě, později se usadil v oblasti San Francisco Bay Area. Zpočátku pracoval v televizním zpravodajství, později na dokumentárních i hraných filmech a seriálech. V sedmdesátých letech byl členem kolektivu Cine Manifest, v rámci něhož natočil film Over-Under Sideways-Down (1977). Pracoval například na seriálech Earth 2 (1994–1995), Nash Bridges (1996–1997) a She Spies (2002–2003). V roce 2006 vystupoval v dokumentárním filmu o kolektivu Cine Manifest. V roce 1999 vstoupil do Americké společnosti kameramanů. V letech 2012 až 2013 stál v jejím čele. Podruhé byl zvolen v roce 2020 a znovuzvolen byl i následujícího roku.

## Ocenění
- Society of Operating Cameramen's President's Award (2000)
- ASC Presidents Award (2018)[1]